# 김해서부경찰서
김해서부경찰서(金海西部警察署, Gimhae Seobu Police Station)는 경상남도경찰청이 관할하는 경찰서 중 하나이다. 김해중부경찰서와 함께 경상남도 김해시를 관할하지만 김해중부경찰서는 김해시의 중부와 동부, 동북부를 관할하고 김해서부경찰서는 김해시의 서부, 서남북부를 관할한다. 대한민국 경상남도 김해시 계동로 175번지(대청동)에 위치하고 있다.

## 관할 지구대 · 파출소
김해서부경찰서는 1개의 지구대와 5개의 파출소를 산하에 두고 있다.
| 명칭       | 사진 | 주소                  | 관할구역            | 치안센터 |
| ---------- | ---- | --------------------- | ------------------- | -------- |
| 장유지구대 |      | 계동로102길 19        | 장유1·2·3동         |          |
| 진영파출소 |      | 진영읍 진영로 167     | 진영읍              |          |
| 한림파출소 |      | 한림면 한림로 379     | 한림면 일부         |          |
| 주촌파출소 |      | 주촌면 서부로1638길 7 | 주촌면, 한림면 일부 |          |
| 진례파출소 |      | 진례면 진례로 235     | 진례면              |          |
| 칠산파출소 |      | 칠산로459길 15        | 칠산서부동          |          |

## 같이 보기
- 경상남도지방경찰청
- 김해중부경찰서
- 경찰박물관
- 김해시